# Czernięcin Główny
Czernięcin Główny – wieś w Polsce położona w województwie lubelskim, w powiecie biłgorajskim, w gminie Turobin. Leży przy drodze wojewódzkiej nr 848.
W wieku XIX istniała przejściowo gmina Czernięcin (inaczej gmina Turobin) – dawna gmina wiejska. Siedzibą władz gminy był Czernięcin, a następnie Turobin. W latach 1975–1998 miejscowość administracyjnie należała do województwa zamojskiego.
Wieś jest sołectwem w gminie Turobin. Według Narodowego Spisu Powszechnego z roku 2011 wieś liczyła 610 mieszkańców i była drugą co do liczby ludności miejscowością gminy.

## Historia
Czernięcin, wieś nad rzeką Por w ówczesnym powiecie krasnostawskim (1867–1975), i ówczesnej gminie Turobin.
Wieś należała do ordynacji Zamoyskich. W roku 1883 było tu 59 osad włościańskich na 1585 morgach gruntu do nich należącego. Kościół filialny parafii turobińskiej; wystawił w 1326 roku dziedzic Dobrogustów, do 1530 r. był to kościół parafialny. Nowy gmach kościoła wybudowano w 1857 r.
W XVI w. należała do włości turobińskiej hrabiów Górków, od 1595 przejętej przez Jana Zamoyskiego. Ten ostatni nadał ją, wraz z Dziatkową Wolą (Żurawiami) i nieistniejącą dziś wsią Pstrągowa Wola, swemu oddanemu pomocnikowi, poecie Szymonowi Szymonowicowi w początkach XVII stulecia, który przebywał tu często. Tu też zmarł w 1629 r.
W 1827 r. było tu 67 domów i 467 mieszkańców. Do Czernięcina należy wówczas Czernięcka Wola. Według rubrycelli diecezjalnej, Czernięcin był parafią dekanatu krasnostawskiego i liczył 1 387 dusz.

## Związani z Czernięcinem
- Szymon Szymonowic - herbu Kościesza, zwany także: Simon Simonides Bendoński, (ur. 24 października 1558 we Lwowie, zm. 5 maja 1629 w Czernięcinie. Nauczyciel Tomasza Zamojskiego. Dożywotni właściciel Czernięcina z nadania Jana Zamojskiego od 1591 roku.